# ヴィテプスク公国
ヴィテプスク公国（ベラルーシ語: Віцебскае княства）は12世紀初頭にポロツク公国から分離した分領公国である。14世紀にはリトアニア大公国の分領公国となった。公国は現ベラルーシ・ヴィーツェプスク州に位置し、首都はヴィテプスク（現ヴィーツェプスク）にあった。

## 歴史
1101年、ポロツク公フセスラフが死亡した後、7人の息子たちはフセスラフの遺領を分割相続したため、ヴィテプスクを首都とするヴィテプスク公国が形成された（同時期にミンスク公国、ドルツク公国等が形成された）。初代のヴィテプスク公はフセスラフの子のうちの1人であるスヴャトスラフだった。その後、1129年にポロツクの地はキエフ大公ムスチスラフ1世軍に蹂躙され、スヴャトスラフは捕らわれてビザンツ帝国へ送られた。以降のスヴャトスラフの消息は不明であるが、スヴャトスラフの子のヴァシリコは、追放の後帰還し、一時ヴィテプスク公に就いていたと推測されている。またヴァシリコは、1132年から1144年までの間ポロツク公の座にあった。
ただし、1139年に追放されていた公たちが帰国したため、ヴィテプスク公家のヴァシリコの子孫らと、ミンスク公家、ドルツク公家とポロツク公の座をめぐる闘争が始まることになる。この闘争の過程において、ヴィテプスク公国からは4人のポロツク公を輩出した。またこの時期には、ヴィテプスク公国は、リガやドイツのいくつかの都市との間に、活発な交易活動を行った。
1165年 - 1167年の間、ルーシの内乱によって徐々に国力を落としつつあったヴィテプスク公国は、スモレンスク公国の影響下にあった。この期間はスモレンスク公家のダヴィドが公位にあった。ただしこの従属関係は短期に終わり、再びヴィテプスク公家のブリャチスラフが公位に就いた。
13世紀の半ばに、ヴィテプスク公国領はリトアニア大公国の支配権に入った。1232年にブリャチスラフ（ヴィテプスク公家出身と推測されている）がポロツク公となったが、その死後、ポロツク公にはリトアニア・ミンダウガス家のタウトヴィラスが就いた。また、ヴィテプスク公にはタウトヴィラスの子のコンスタンチンが就いた。
ヴィテプスク公国の最後の公（分領公）はヤロスラフ・ヴァシリエヴィチという人物であり、ヤロスラフの娘のマリヤはリトアニア大公アルギルダスの妻となっていた。ヤロスラフは1320年に死亡するが、男子の相続人がいなかったため、アルギルダスの領土となった。すなわち、ヴィテプスク公国はリトアニア大公国に組み込まれ、その独立性を失った。